# Бриджет (Guilty Gear)
Бриджет (яп. ブリジット; англ. Bridget) — персонаж серии игр Guilty Gear, впервые представленный в вышедшей в 2002 году игре Guilty Gear XX. По сюжету игр Бриджет при рождении был присвоен мужской пол. Также у неё был брат-близнец. По поверьям жителей вымышленной деревни, рождение двух близнецов мужского пола предвещает несчастье. Они были настолько суеверны, что настаивали на казни или изгнании младшего ребёнка. Родители Бриджет были недовольны ни одним из вариантов, в связи с чем назвали персонажа женским именем и воспитывали как девочку. В юном возрасте Бриджет для себя решила, что ей такое не по душе, и она захотела воспитать себя как настоящего мужчину самостоятельно. Однако уже во взрослом возрасте ей удалось осознать себя и свою сексуальность, в связи с чем она стала девушкой, но уже не из-за поверий жителей, а по собственному выбору.

## Задумка и разработка
Создатель серии Guilty Gear Дайсукэ Исиватари задумал Бриджет как персонажа, который должен был привлекать игроков своей милотой, а поскольку в серии уже были персонажи, которые были и круты, и красивы, то ему хотелось чего-то нестандартного. Кроме этого гейм-дизайнер хотел, чтобы у персонажа было нечто, что было бы её отличительной чертой по сравнению с похожими милыми девушками из файтингов. В связи с этим создатели решили сделать милого персонажа мужского пола. Эта андрогинность должна была придать персонажу намеренное очарование несмотря на удивление некоторых других героев игры гендерной самоидентификации Бриджет.
Анимацию персонажа по сравнению с другими героями игры делали значительно дольше: по словам Исиватари, на неё «тратилось в 2 раза больше кадров» из-за движения и манипуляций Бриджет с йо-йо. В ходе длительной, полной разочарований разработки персонажа пришлось отвергнуть много вариантов, пока движения не стали казаться естественными.

### Дизайн
В последней игре серии Guilty Gear Strive Бриджет представлена как молодая девушка со средней длины блондинистыми волосами. Рост персонажа — 158 сантиметров, вес — 50 килограммов. При создании личности персонажа, Иситавари хотел изобразить Бриджет комично-позитивной, с лёгкостью относящейся к своей жизни и своей судьбе, идущей напролом в своём желании доказать родителям, кто она на самом деле. Также в последней игре персонажу был несколько изменён костюм для большей лёгкости восприятия Бриджет в новом амплуа девушки и заменён символ на её головном уборе — в первых играх персонажа изображали с мужским символом (♂), и рисуя черновики для Strive Иситавари заменил его на символ трансгендерных людей (⚦). Первоначально при разработке игры Бриджет случайно нарисовали с прошлым символом, однако в дальнейшем эту ошибку исправили.

## Роль в сюжете и внешность
Бриджет впервые появился в игре Guilty Gear XX 2002 года, где был представлен мальчиком, одетым в форму католической монахини. Он идентифицировал себя как цисгендерного мужчину. По сюжету, Бриджет родился в британской деревне вместе с братом-близнецом. Жители деревни верят в то, что однояйцевые близнецы приносят в дом несчастье, поэтому мать дала ему женское имя и воспитывала как девочку. Когда Бриджет вырос, он решил доказать, что это суеверие ошибочно. Для этого он направился на заработок денег для своей семьи, став сражающимся с помощью йо-йо и огромного механического плюшевого мишки охотником за головами. В четвёртой версии Guilty Gear XX — «Accent Core Plus» — Бриджет, добившись победы над достаточным количеством противников, считает, что уже доказал свою мужественность, в связи с чем хочет стать музыкантом, однако у него оказывается недостаточно денег для этого, а другие персонажи игры отклоняют предложение присоединиться к Бриджет. В связи с этим персонаж устраивается официантом в ресторане. Существует и альтернативная концовка, в которой Бриджет наконец возвращается с деньгами в родную деревню, но там обнаруживает, что его брат-близнец исчез, и начинает его поиски.
В 2022 году Бриджет вернулась в качестве персонажа DLC для игры Guilty Gear Strive. В англоязычных рекламных материалах, таких как сайт Strive и официальное видео с руководством по игре за Бриджет, персонаж первоначально не упоминался под каким-то из местоимений. В начале сюжетной линии аркадного режима персонаж предстаёт в виде мальчика, коим она себя идентифицировала в предыдущих играх серии, но рассказывает, что сомневается в собственной идентичности. В разговорах с другими персонажами она объясняет, что чувствует себя несчастной в нынешнем амплуа парня. Другие же персонажи рассказывают о том, как побороли свой страх раскрыть свои секреты и жить с ними, проводя параллели с Бриджет. В конце истории Бриджет делает свой выбор и рассказывает друзьям о том, что является девушкой. 14 сентября коллектив разработчиков опубликовал официальные дневники, в которых также назвал её исключительно женским персонажем.

## Отзывы и популярность

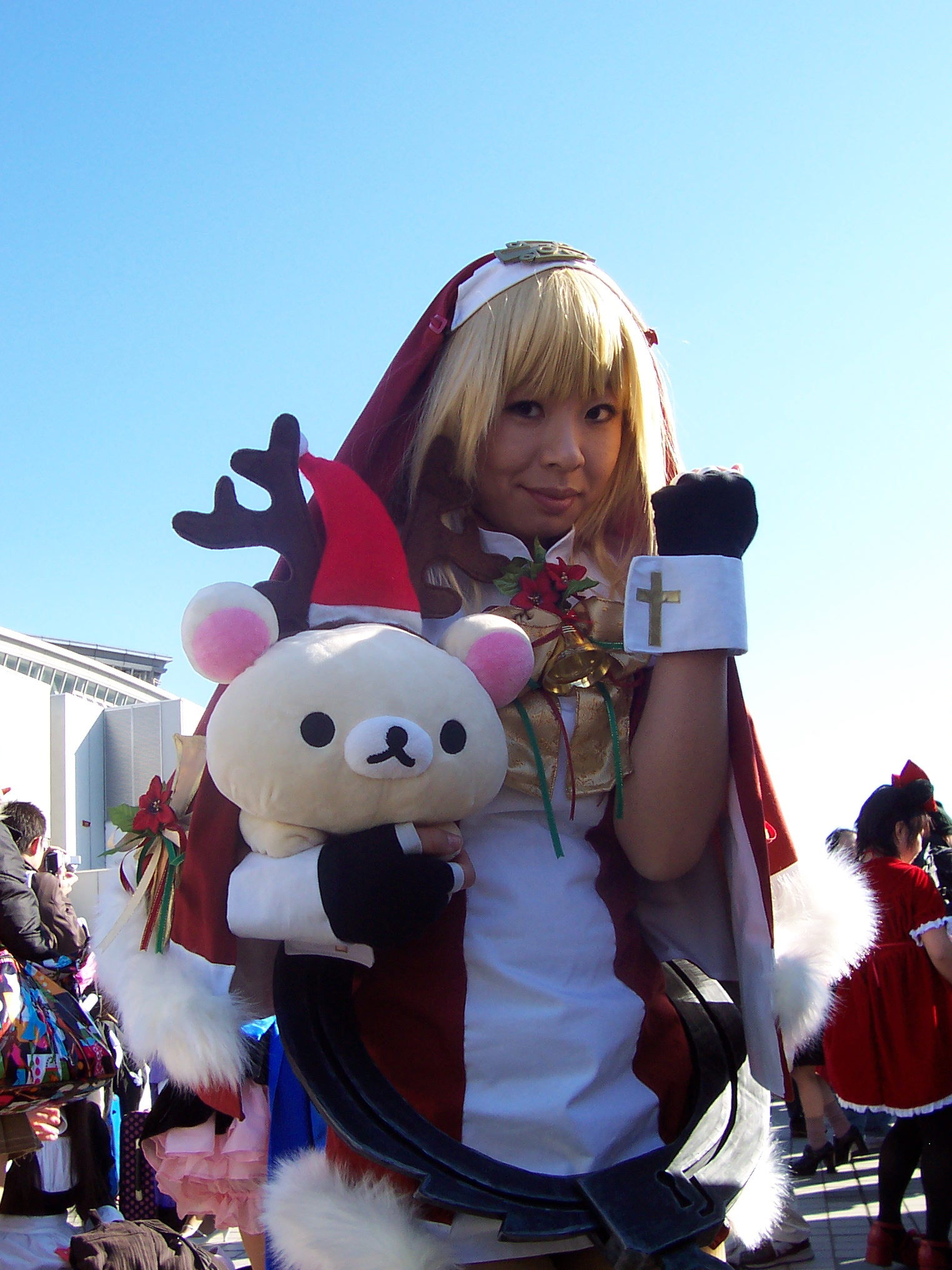
Косплеер на Комикете в образе Бриджет. Персонаж любим как среди косплееров-мужчин, так и среди женщин

В 2013 году компания-разработчик Arc System Works провела опрос среди фанатов, выяснив, что Бриджет является самым популярным персонажем Guilty Gear. Уэсли Инь-Пул в статье для Eurogamer описал Бриджет как самого запоминающегося персонажа из всех, за кого можно поиграть в играх серии, а Брайан Эшкрафт в одной статье для Kotaku назвал её одним из наиболее запоминающихся персонажей не только франшизы, но и игровой индустрии в целом, и одновременно писал о том, что абсолютно любые косплееры, как парни, так и девушки любят этого персонажа, а в другой статье для того же сайта и вовсе присвоил Бриджет статус «персонажа-иконы». В то же время другие авторы критиковали как внешний вид, так и наряд героя. Сексуальную ориентацию персонажа официально никто не разглашал, однако это не помешало ряду авторов поместить его в списки лучших ЛГБТ-персонажей ещё до того, как Бриджет официально стала девушкой. Боб Маккей в статье для 1UP.com писал, что костюм персонажа словно создан для того, чтобы заставить игроков засомневаться в своей сексуальной ориентации и заставить их «продемонстрировать свой истинный уровень извращённости». Одной из реакций фанатов на этого персонажа стало большое количество сообщений в социальных сетях в духе «Я готов стать геем ради Бриджет» и «Каждый из нас будет геем, если Бриджет окажется рядом». Издание GamesRadar+ поместило персонажа в свой список лучших героев видеоигр «ради которых мы готовы стать геями».
Хотя во время событий Guilty Gear X2 Бриджет идентифицировала себя парнем, в документах компании персонажа нередко называли девушкой. Её яркая андрогинная внешность привела к многочисленным дискуссиям о её гендерной идентичности, а также попаданию персонажа в различные списки лучших героев типа «Он или она?». Журналист IGN в рецензии на Guilty Gear X2 2003 года описал персонажа как «странную монахиню, размахивающую йо-йо», в то время как авторы GamesRadar в 2013 году и вовсе использовали выражение «дерзкая католическая монахиня с пенисом». Автор UGO Networks Йенсен Тор назвал её лучшим кроссдрессером в медиаиндустрии. Флин Демарко, журналист The Escapist, назвал Бриджет первопроходцем в том смысле, что этот персонаж стал первым известным кроссдрессером среди протагонистов, поскольку обычно кроссдрессеры — это антагонисты, как, например, Пойзон из Final Fight и серии Street Fighter.

## Дезинформация, связанная с персонажем
После выхода Guilty Gear Strive некоторые игроки стали утверждать, что женскую идентичность Бриджет якобы придумали локализаторы игры на английский, в то время как в японской версии такого не было. Другая теория заговора, придуманная игроками, рассказывала о том, что якобы Бриджет объявляет себя девушкой только в «плохой концовке» игры, находясь под давлением Голдуиса Дикинсона, который якобы в дальнейшем хотел использовать персонажа в своих целях. В дальнейшей и то, и то опровергли разработчики в своих дневниках. По словам Акиры Катано, хотя диалоги между персонажами в аркадном режиме и меняются в зависимости от успехов игрока и побед над разными противниками, основной сюжет от этого не меняется, и в игре нет «хороших» и «плохих» концовок. Иситавари одновременно подтвердил, что вне зависимости от действий игрока, в концовке Бриджит сделает каминг-аут как транс-женщина, и правильным местоимением для персонажа после событий Strive будет исключительно женское «она». Катано также отметил, что в команде разработчиком подозревали, что события игры, связанные с Бриджет, станут предметов споров и разногласий, но в дальнейшем, перед выпуском дневников, убедились, что тех, кто неправильно истолковывает события, больше, нежели они ожидали. В дальнейшем в интернете появилось поддельное письмо якобы от Arc System Works о том, что Бриджет идентифицирует себя как мужчину, а не девушку, что привело к осуждению со стороны разработчиков, которые почувствовали необходимость чётко обозначить свою позицию по вопросу гендера персонажа.